# Damalis drilus
Damalis drilus är en tvåvingeart som beskrevs av Jason Gilbert Hayden Londt 1989. Damalis drilus ingår i släktet Damalis och familjen rovflugor.
Artens utbredningsområde är Uganda. Inga underarter finns listade i Catalogue of Life.